# Bullfrog Productions
A Bullfrog Productions angol videójáték fejlesztő céget 1987-ben alapította Peter Molyneux és Les Edgar. A vállalat igazi ismertségre csak a harmadik, Populous című játéka után tett szert.
A vállalat alapításakor Edgar és Molyneux még a Taurus Impex cégnél dolgozott, innen ered a név is. (A bika latin neve taurus, angolul pedig bull.)
1995 januárjában a céget felvásárolta az addigi kiadója, az Electronic Arts. Ez a lépés várható volt, 1994-ben már jelentős részesedést szerzett a vállalatban, Molyneux pedig az EA alelnökévé és konzultánsává lépett elő. 1997 augusztusában Molyneux távozott és létrehozta a Lionhead Studiost, míg néhány másik alkalmazott a Mucky Foot Productionst alapította meg, ami már kevésbé volt sikeres és 2003 novemberében bezárt.
Bullfrog színeiben az utolsó játék 2001-ben jelent meg, 2004-ben pedig az EA angol leányvállalatával, az EA UK-vel vonta össze a céget.
2009 augusztusában felröppentek a hírek, hogy az Electronics Arts szeretne néhány korábbi Bullfrog játékot felfrissíteni.

## Játékok
- Fusion (1988)
- Populous (1989)
- Flood (1990)
- Powermonger (1990)
- Populous II (1991)
- Syndicate (1993)
- Magic Carpet (1994)
- Theme Park (1994)
- Syndicate: American Revolt (1994)
- Tube (1994)
- Hi-Octane (1995)
- Magic Carpet 2 (1995)
- Genewars (1996)
- Syndicate Wars (1996)
- Dungeon Keeper (1997)
- Theme Hospital (1997)
- Populous: The Beginning (1998)
- Theme Aquarium (1998)
- Dungeon Keeper 2 (1999)
- Theme Park World (Az Egyesült Államokban SimTheme Park címmel) (1999)
- Theme Park Inc (Az Egyesült Államokban SimCoaster címmel) (2001)